# Neoscona biswasi
Neoscona biswasi är en spindelart som beskrevs av Madan Mal Bhandari och Gajbe 200. Neoscona biswasi ingår i släktet Neoscona och familjen hjulspindlar. Inga underarter finns listade i Catalogue of Life.